# اسم ملف

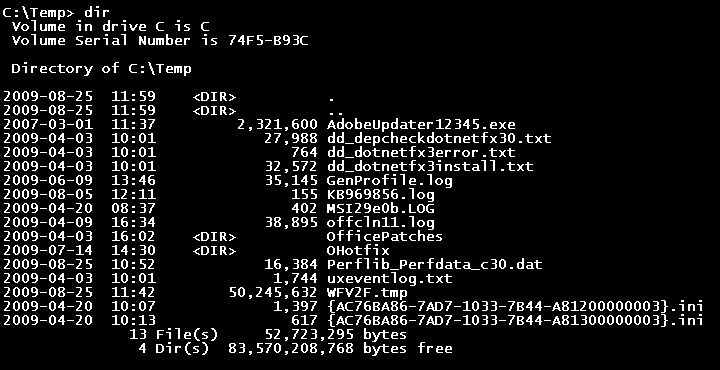
لقطة من موجه أوامر ويندوز تظهر أسماء الملفات في دليل ملفات

اسم ملف (بالإنجليزية: Filename) هي بيانات وصفية عن ملف; سلسلة تستخدم لتحديد ملف معين مخزن على نظام الملفات. اسم الملف هو الرمز (handle) الذي يستعمله المستخدم لحفظ واسترجاع الملف. كل ملف في أي دليل له اسم فريد لا يشاركه فيه أي ملف آخر في هذا الدليل. ولكن قد يشاركه فيه ملف آخر محفوظ في دليل آخر. مختلف أنظمة الملفات تفرض قيودا مختلفة على طول الأحرف وعدد الأحرف المسموح بها في أسماء الملفات. يمكن استخدام أي حرف أو رمز كاسم للملف، ماعدا الرموز التالية (في ويندوز) : “ / \ [ ] |<> + : *، = ; وa space”. وبعض البرمجيات تضيف تلقائيا امتداد الاسم لتحديد نوع الملفات المستخدمة مع تلك البرمجيات. في دوس كان أقصى طول لأسماء الملفات هو ثمانية أحرف بالإضافة إلى ثلاثة أحرف هي متداد ونوع الملف. في أنظمة Pre-Os X Macs الطول الأقصى لأسماء الملفات يصل إلى واحد وثلاثين حرفا (31). في لينكس تستطيع الطرفية أن تتعامل مع أسماء ملفات طولها الحرفى يصل إلى 255 حرف. أنظمة الماك، لينوكس يتعامل بحساسية مع أسماء الملفات التي تحتوى حروفا كبيرة وصغيرة حيث يعتبرها حروف مختلفة ن ما ويندوز لايميز بين الحروف الكبيرة والصغيرة. أهم العلامات الخاصة المحجوزة للينوكس هي ال (/) أو ال forward slash.